# Contrôle d'aérodrome
« Tour de contrôle » redirige ici. Pour l’article homophone, voir Tour de contrôles.

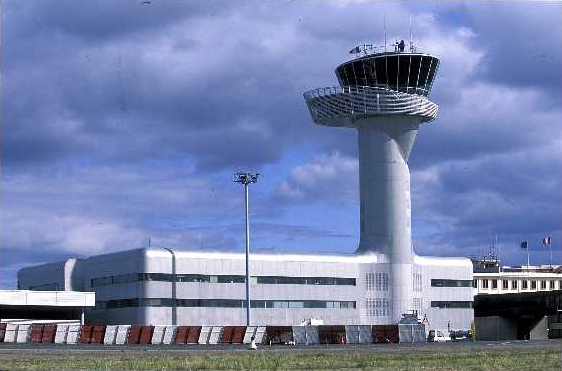
Tour de contrôle de l'aéroport de Bordeaux-Mérignac (LFBD), en France. Dessinée par Philippe Starck, elle a été inaugurée en 2000. On distingue sa vigie, son fût et le bloc technique en pied de tour.

Le contrôle d'aérodrome est le service du contrôle de la circulation aérienne pour la circulation d'aérodrome : l'ensemble de la circulation des aéronefs et des véhicules sur l'aire de manœuvre d'un aérodrome et des aéronefs qui se trouvent dans le ou les circuits d'aérodrome, qui y pénètrent ou qui en sortent (d'après le RCA 1-3 en France).

## Généralités sur le contrôle d'aérodrome

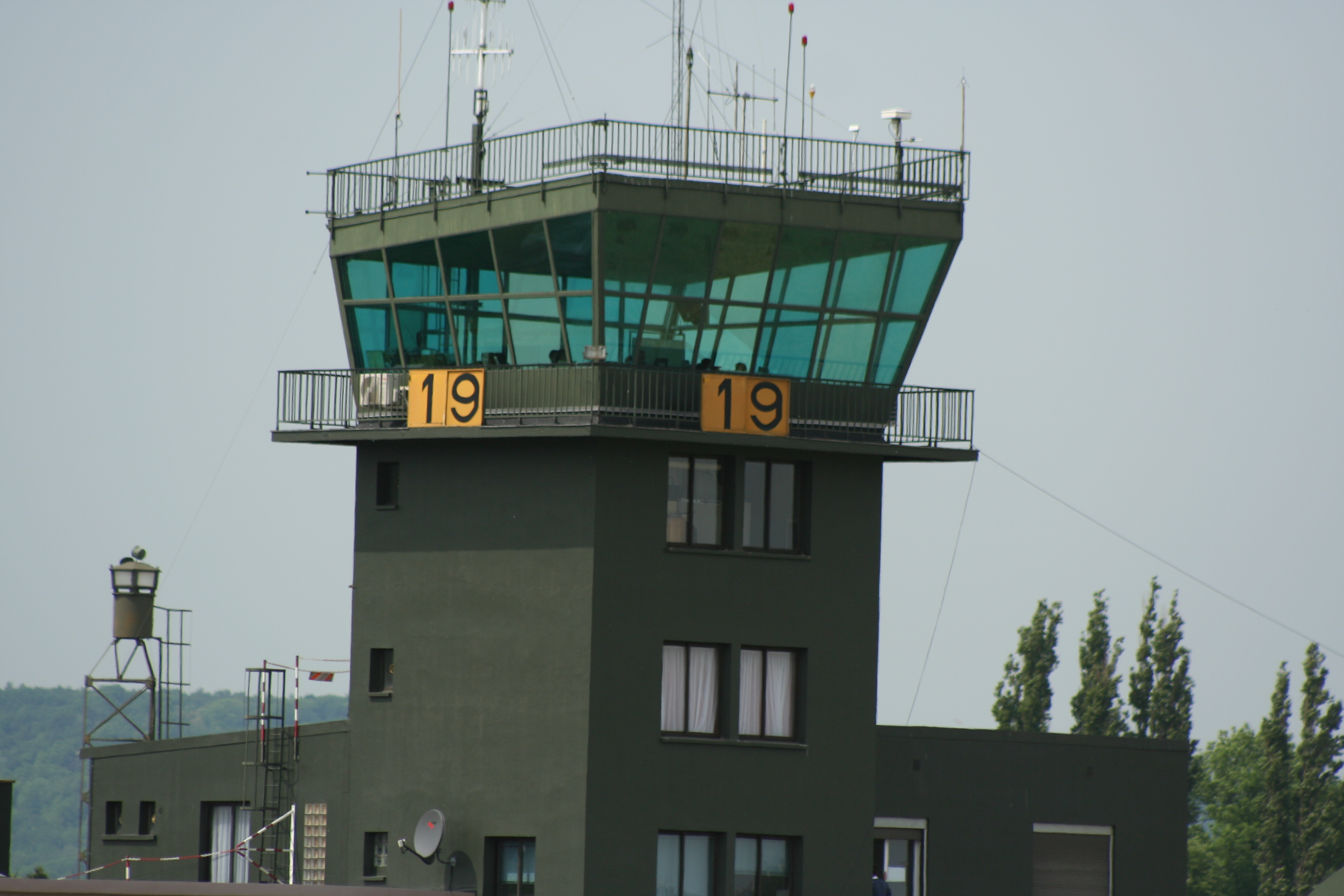
Tour de contrôle de l'ancienne base aérienne 128 de Metz-Frescaty utilisée par l’armée de l’air française de 1955 à 2012.

Un aérodrome est contrôlé uniquement pendant les horaires de fonctionnement de l'organisme chargé d'y assurer le service du contrôle. En dehors de ces horaires, soit le service AFIS est assuré, soit les aéronefs assurent l'auto-information. Certains aérodromes, et en particulier de simples pistes (comme la piste aérienne de l'île Tromelin dans l'océan Indien) n'ont pas de structure de contrôle.

## La tour de contrôle
La tour de contrôle est composée d'un fût métallique ou en béton au sommet duquel repose la vigie (qui peut aussi être établie sur un bâtiment haut). La vigie est une cabine de contrôle à la façade inclinée avec des vitres anti-bruit et anti-reflet, disposant comme équipements d'une chaîne radio, d'enregistreurs de communication, d'une station météorologique et d'un système horaire.
La vigie, où travaillent les aiguilleurs du ciel, offre une vue dégagée sur l'ensemble des pistes de l'aéroport. Les parois de la vigie sont entièrement équipées de vitres teintées, pour assurer une bonne vision aux contrôleurs aériens. Ces vitres sont généralement inclinées vers l'extérieur de 18°, un angle adoptée par de nombreux aéroports du monde parce que considéré comme le plus propice au travail des contrôleurs aériens. En effet, cette inclinaison réduit les reflets horizontaux provoqués par les rayons du soleil, limite la réflexion du soleil dans l'intérieur de la vigie, et empêche donc les contrôleurs aériens d’être aveuglés par la lumière du soleil, ou du moins réduit-elle cette gêne de manière notable. Par ailleurs, cette inclinaison facilite l'écoulement de l'eau de pluie et limite le dépôt de poussières sur les vitres. La tour comprend un bloc attenant à son pied : salles techniques, locaux de vie, bureau de piste...
La tour de contrôle transmet les clairances ainsi que des renseignements aux aéronefs évoluant dans la circulation d'aérodrome afin d'éviter les collisions entre :
- les aéronefs en vol dans le circuit d'aérodrome ;
- les aéronefs évoluant sur l'aire de manœuvre ;
- les aéronefs en train d'atterrir ou de décoller ;
- les aéronefs et les véhicules évoluant sur l'aire de manœuvre ;
- les aéronefs sur l'aire de manœuvre et les obstacles se trouvant sur cette aire ;

et afin d'assurer l'acheminement sûr, ordonné et rapide de la circulation aérienne.

## Contrôle au sol
Le contrôle au sol s'effectue en autorisant les aéronefs à rouler sans entraver la circulation des autres aéronefs (pour ne pas les retarder ou les mettre en danger). Les aéronefs reçoivent des clairances pour rouler jusqu'à un point d'attente.

## Espacement sur la piste
Les clairances d'atterrissage ou de décollage à un aéronef ne doivent pas être délivrées tant que :
- l'aéronef au départ qui le précède n'a pas franchi l'extrémité de la piste en service ou n'a pas amorcé un virage ;
- l'aéronef à l'arrivée qui le précède n'a pas dégagé la piste.

Ces séparations sont augmentées en raison de la turbulence de sillage des aéronefs : les clairances sont alors retardées de 2 à 3 minutes, selon les cas.
Toutefois, les distances minimales séparant deux aéronefs, au départ ou à l'arrivée, peuvent être réduites de jour dans de bonnes conditions météorologiques, lorsque la visibilité est bonne et la piste sèche.

## Records de hauteur

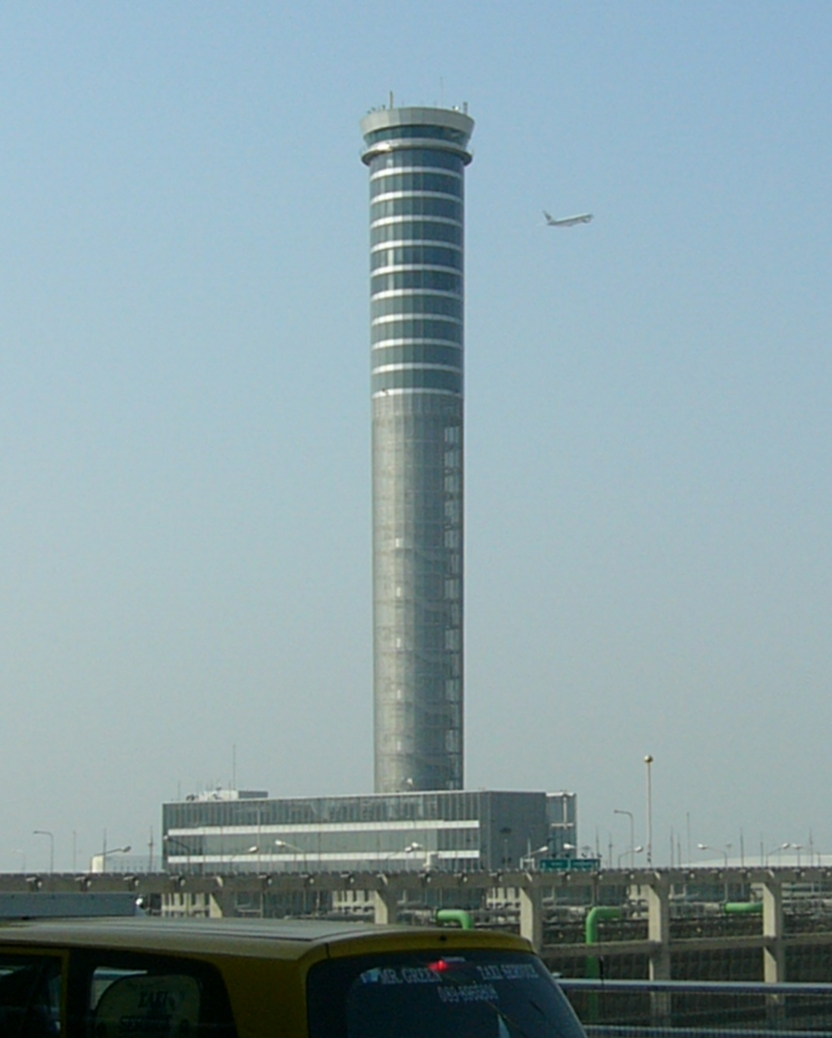
Tour de contrôle la plus haute du monde (132 m) à l'aéroport Suvarnabhumi de Bangkok (Thailande).

La tour de contrôle la plus haute du monde est celle de l'aéroport Suvarnabhumi de Bangkok, avec 132 mètres de hauteur. La tour de contrôle de Vancouver Harbour (en), bien que plus haute, car perchée à 142 mètres au-dessus du sol, coiffe un gratte-ciel : n'étant pas un bâtiment indépendant, elle n'entre pas dans la catégorie de la plus haute tour de contrôle.